# Зельдич Леонід Володимирович
Леоні́д Володи́мирович Зе́льдич (Зельдіч; нар. 24 серпня 1947, Київ) — український музикант. Соліст оркестру Національної оперети України. Заслужений артист України (2005).

## Життєпис
1966 — закінчив Київське обласне культурно-освітнє училище (клас валторни, викладач А. Поток).
Від 1969 з перервою  — музикант оркестру Національної оперети України, концертмейстер групи валторн.
1970—1975 — артист Ансамблю пісні і танцю Київського військового округу.

## Родина
Дружина - Народна артистка України Валентина Чемена.